# Стофато, Константин Аристидович
Константин Аристидович Стофато (1915, Владивосток — 2 ноября 1942, река Казыр, Красноярский край, СССР) — советский инженер, изыскатель, сотрудник А. М. Кошурникова, погибший на реке Казыр в его последней экспедиции, состоявшей из трёх человек, целью которой было проложить путь для будущей железной дороги Абакан—Тайшет.

## Биография
Родился во Владивостоке в семье рабочего. Несколько раз переезжал в новые города. Окончил школу-семилетку и Новосибирский вечерний строительный техникум. Служил в армии с 1941 по май 1942 года. До и после службы работал в Сибтранспроекте.

### Гибель
В 1942 году руководимая А.М.Кошурниковым экспедиция, включавшая ещё двух человек (Алексей Журавлёв и Константин Стофато), погибла при проведении изысканий для строительства будущей железной дороги Абакан — Тайшет.
Стофато погиб первым. Вот как смерть товарищей в своём затем обнаруженном дневнике описывает скончавшийся примерно через сутки после них Кошурников:
 «3 ноября Вторник. Пишу вероятно последний раз. Замерзаю. Вчера 2/XI произошла катастрофа. Погибли Костя и Алёша. Плот задёрнуло под лёд и Костя сразу ушёл вместе с плотом. Алёша выскочил на лёд и полз метров 25 по льду с водой. К берегу пробиться помог я ему, но вытащить не мог, так он и закоченел наполовину в воде. Я иду пешком. Очень тяжело. Голодный, мокрый, без огня и пищи. Вероятно, сегодня замёрзну». 
Тело найдено не было.

## Личная жизнь
Греческого происхождения. Был женат. У него также остался сын Владимир, которого отец так и не успел увидеть при жизни и который принял участие в строительстве железной дороги, при проектировании которой погиб Константин Аристидович.

## Память

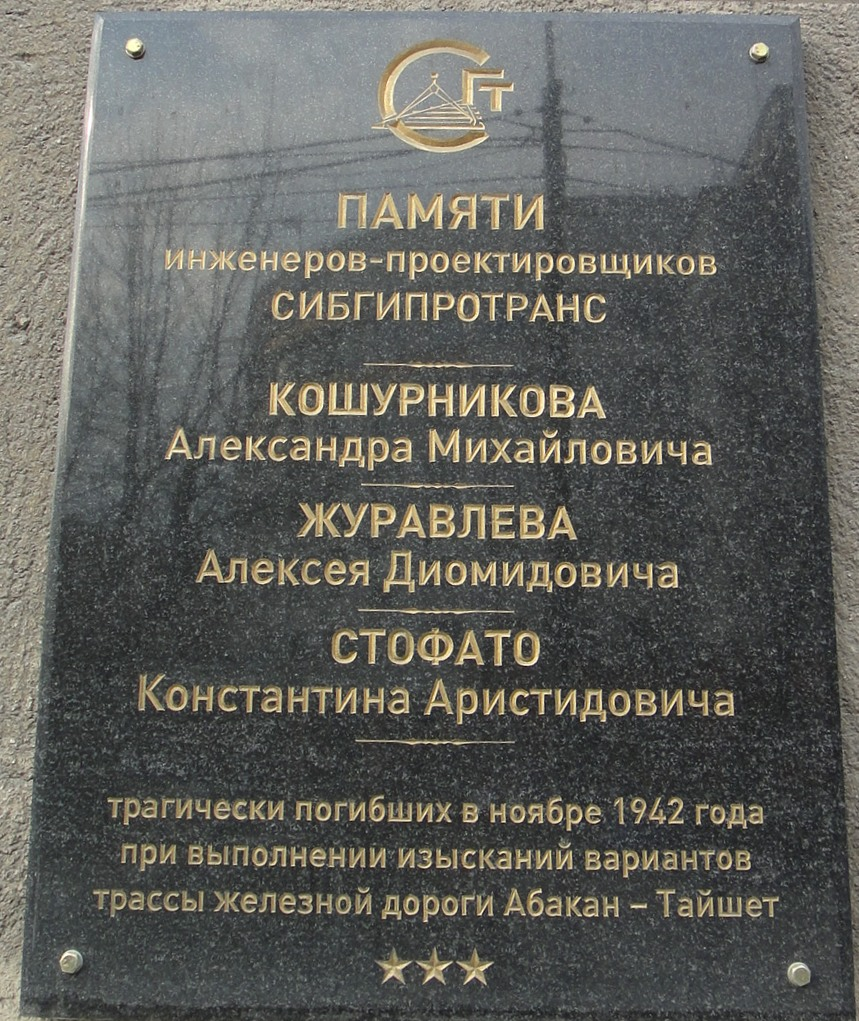
Мемориальная доска на фасаде проектного института Сибгипротранс в Новосибирске

Посмертно (в 1966) был награждён орденом Трудового Красного Знамени. Именем Стофато названа железнодорожная станция Стофато и улицы (например, в Новосибирске и Абакане). В посёлке Кошурниково троим погибшим — самому Кошурникову, Стофато и Журавлёву — возведён мемориал.

## В культуре и искусстве
Повесть «Серебряные рельсы» Чивилихина, ряд других произведений, включая спектакль, песни.